# Eriocaulon homotepalum
Eriocaulon homotepalum är en gräsväxtart som beskrevs av Tetsuo Michael Koyama. Eriocaulon homotepalum ingår i släktet Eriocaulon och familjen Eriocaulaceae.
Artens utbredningsområde är Vietnam. Inga underarter finns listade i Catalogue of Life.